# Message to Man

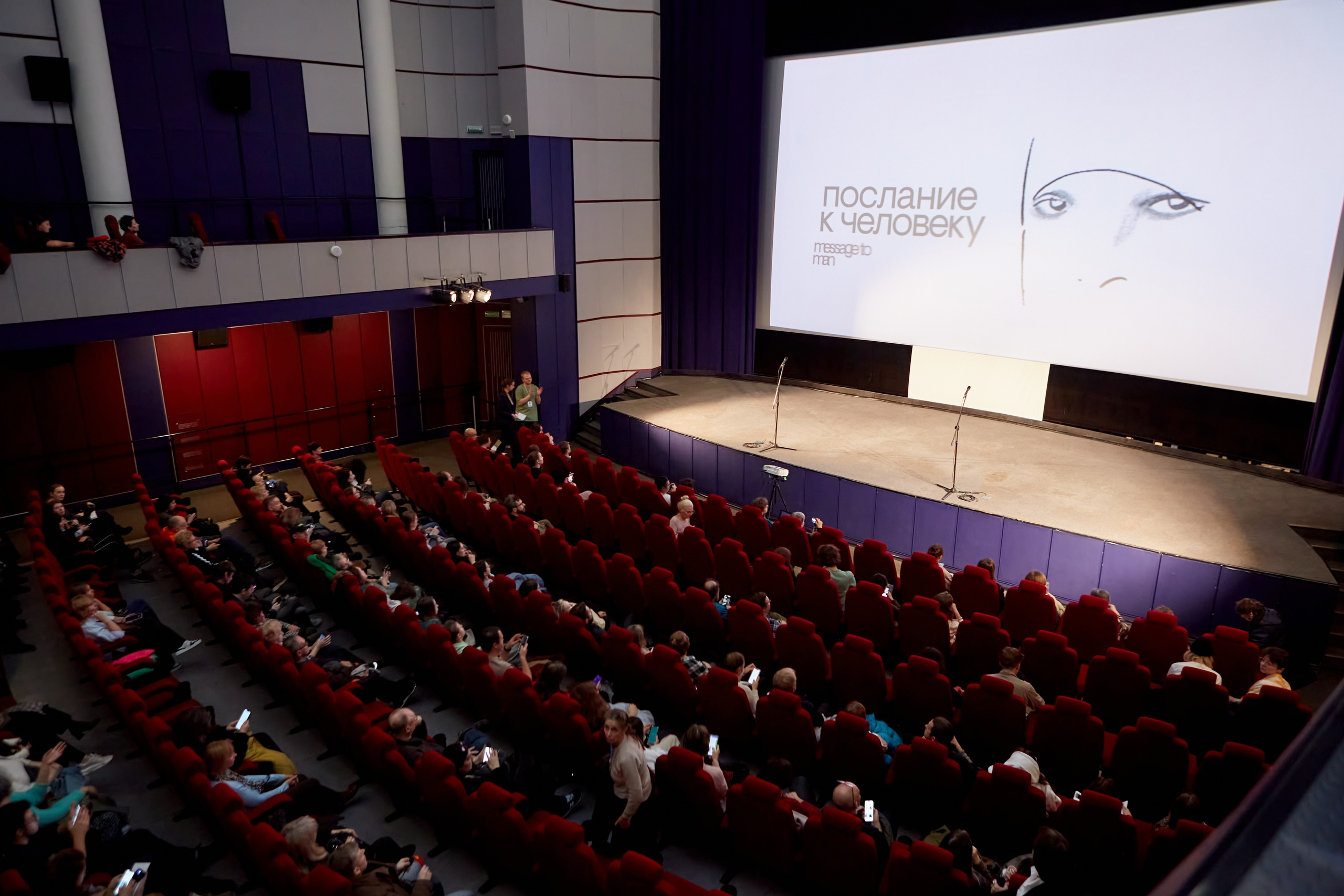
Message to Man-Filmfestival (2025)

Message to Man ist ein internationales Dokumentar-, Kurz- und Animationsfilmfestival.
Das Filmfestival findet jährlich in Sankt Petersburg in Russland statt.
Message to Man entstand 1988 in der damaligen Sowjetunion als zweijähriges Dokumentarfilmfestival. Es fand ein Jahr später das erste Mal statt.  Seit 1994 findet es jährlich statt und im selben Jahr wurde der Umfang erweitert auf Kurz- und Animationsfilme. Message to Man ist ein von der FIAPF akkreditiertes Filmfestival. Es wird jährlich von bis zu 40.000 Zuschauern besucht.